# Aeropuerto de Hiva Oa
El Aeropuerto de Hiva Oa  o bien Aeropuerto de Atuona (en francés: Aérodrome de Hiva Oa) (IATA: AUQ, ICAO: NTMN) es un aeropuerto situado 4,5 kilómetros (2,8 millas ) al noreste de Atuona, en la isla de Hiva Oa, en las Islas Marquesas de la Polinesia Francesa.
Anteriormente, a este aeropuerto le había sido asignado el identificador de ubicación HIX IATA , que luego se ha quedado en desuso por la misma IATA en 2012.
Air Tahiti ofrece vuelos a destinos como Nuku Hiva, Papeete, Ua Huka y Ua Pou.